# Agnieszka Skrzypulec
Agnieszka Skrzypulec, née le 3 juin 1989 à Szczecin (Pologne), est une skipper polonaise.

## Palmarès
- Championnats du monde
  - 2012 - 21e

- Jeux olympiques : 
  - 2012 - 12e en 470 avec Jolanta Ogar
  - 2016 - 10e en 470 avec Irmina Gliszczyńska